# الماركسية (العلاقات الدولية)

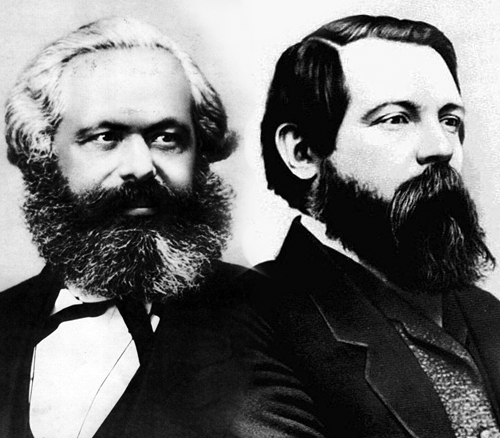

نظريات العلاقات الدولية الماركسية أو الماركسية الجديدة هي النماذج التي ترفض وجهة النظر الواقعية/الليبرالية للصراع أو التعاون الدولي، وتركز بدلاً من ذلك علي الجوانب الأقتصادية والمادية، والتي تهدف للكشف علي كيفية أهمية الاقتصاد علي الاهتمامات الأخرى، والتي تسمح بتطور مستوي الدراسة.
تلقي النظرية الماركسية القليل من الاهتمام في الولايات المتحدة الأمريكية حيث تفتقر الأحزاب الاشتراكية الديمقراطية للتأثير في الطيف السياسي السائد، وبالنسبة لأفريقيا وأمريكا اللاتينية وجنوب شرق آسيا وأجزاء من أوروبا وخاصة فرنسا واليونان وإيطالبا تحظي النظرية الماركسية ونظريات أخرى بتأثر أكبر في الخطاب السياسي والاجتماعي.

## اللينينية
المقال الرئيسي : اللينينية

## نظرية التبعية
المقال الرئيسي: نظرية التبعية
ترتبط الماركسية بنظرية التبعية والتي تقول بأن الدول المتقدمة في سعيهم للسلطة تخترق الدول النامية من خلال المستشارين السياسيين والأرساليات والخبراء والشركات متعددة الجنسيات لزرع النظام الرأسمالي من أجل الأستيلاء علي الموارد الطبيعية وتعزيز الاعتماد من قبل البلدان النامية على البلدان المتقدمة.

## نظرية النظام العالمي
المقالات الرئيسية: نظرية المنظومات العالمية وايمانويل والرشتايل

## الانتقادات
ينتقد الواقعيون والليبراليون النظريات الماركسية لللصراع لأسباب أيديولوجية وترابطية منطقية. أما أصحاب المدرسة مابعد الوضعية يختلفون مع الماركسيين في اعتبار الصراع الطبقي كأهم جانب في حياة الإنسان، والمفتاح لفهم كل التاريخ والسلوك البشري.